# 賤機山城
賤機山城（しずはたやまじょう）は、静岡県静岡市葵区大岩・籠上・昭府町にあった日本の城。

## 概要
市内を南北に流れる安倍川の左岸に沿うように伸びる賤機山（標高171メートル）山頂にある。築城年代は駿河の守護・今川範政が駿府に入った1411年（応永18年）ごろとされるが、さらに古いとする意見もある。
馬の背状の尾根最上部に本曲輪を構え、櫓台や土塁が配置されている。南北の尾根にも複数の曲輪があり、狭い尾根筋には堀切を設けて遮断し防御性を高めている。本曲輪のある山頂は今川館（後の駿府城）の北西、今川氏の菩提寺である臨済寺の真裏にあたり、詰の城であったとされている。
『甲陽軍鑑』等の史料では「籠鼻」や「籠山」の名で登場し、武田信玄が駿河を侵攻した1568年（永禄11年）の12月13日に武田勢に占拠されて落城。この時、武田側により一部改修が加えられた可能性が指摘されている。その後さらに1582年（天正10年）の徳川家康入府の際に再び落城し、廃城となったという。
現在の賤機山は市街地に程近いハイキングコースとなっており、曲輪や堀切などの遺構を見ることが出来る。

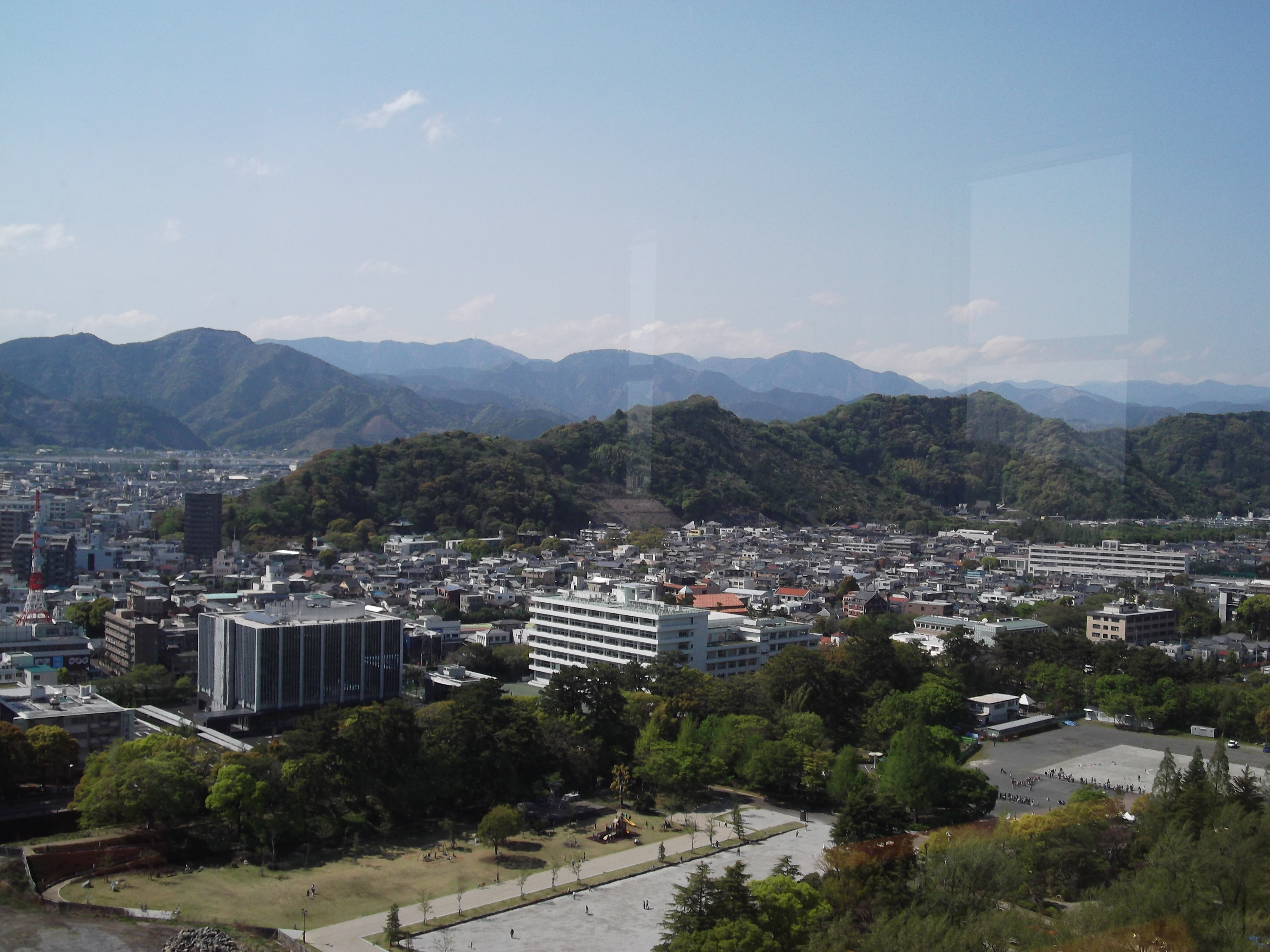
県庁21階から見た賤機山。写真右側のピーク付近に城跡がある。